# Шиваџи
Шиваџи Бонсле (марат. छत्रपती शिवाजीराजे भोसले; 1627/1630 — 1680) био је индијски национални херој, вођа Марата. 

## Владавина
Одгајан у ратничким и слободарским традицијама свога племена, у маратској династији Бонсле, почиње 1657. године ослободилачки покрет против могулских владара. Ослободивши до 1674. године области које су се простирале од Рамнагара на северу до Карвара на југу, од западних обала Индије до Баглане и Колхапура на истоку, основао је прву јединствену маратску државу и прогласио се њеним краљем. Проповедајући верску, националну и класну толеранцију, организовао је државу на принципима конфедерације, а у војсци укинуо феудални систем увођењем стајаћег националног кадра о којем се бринула држава. Храбар и проницљив војсковођа и далековид државник, Шиваџи је оснивач једне државе која је два века на тлу Индије успешно одолевала страним завојевачима. 